# Konstitutionelle Republik
Eine konstitutionelle Republik ist eine Staatsform, in der das Staatsoberhaupt und andere bedeutende Amtsträger gewählte Vertreter des Volkes sind und entsprechend existierendem konstitutionellen Recht handeln, welches die Beschränkung der Macht der Regierung über die Bürger garantiert. In einer konstitutionellen Republik sind die exekutiven, legislativen und judikativen Organe strikt voneinander getrennt, sodass kein Individuum und keine Gruppe absolute Macht erlangen kann.
Die Tatsache, dass eine machtbeschränkende Verfassung existiert, macht einen Staat konstitutionell. Dass das Staatsoberhaupt und andere Amtsträger durch Wahlen ermittelt und ihre Positionen nicht etwa durch Erb- oder Thronfolge übertragen werden sowie dass ihre Entscheidungen richterlicher Überprüfung unterliegen, macht einen Staat republikanisch. Im Gegensatz zu einer direkten Demokratie werden in einer konstitutionellen Republik die Bürger nicht von dem Mehrheitswillen der Menschen regiert, sondern vom verfassungsgemäßen Rechtsstaatsprinzip. Das Wahlrecht wird insofern beschränkt, als die gewählten Volksvertreter innerhalb der Grenzen des alles überspannenden konstitutionellen Rechts zu agieren haben. Das Volk kann durch seine Wahl also selbst keine legislative Gewalt ausüben. John Adams definierte eine konstitutionelle Republik als „eine Regierung der Gesetze und nicht der Menschen.“
Konstitutionelle Republiken stellen den Versuch dar, die Gefahren, die aus einer reinen Mehrheitsherrschaft resultieren, zu verringern, wobei Minoritätsrechte vor der „Tyrannei der Mehrheit“ durch machtbeschränkende Maßnahmen geschützt werden. Eine konstitutionelle Republik ist so konzipiert, dass „keine Person oder Gruppe zu absoluter Macht gelangen kann.“ Kein Individuum ist berechtigt, exekutive, legislative und judikative Gewalt innezuhaben; stattdessen wird sie in drei distinkte, sich gegenseitig überprüfende Bereiche aufgeteilt.
Die Idee einer konstitutionellen Republik beruht auf dem Werk Politik von Aristoteles und seiner Vorstellung der Polity. Darin kontrastiert er im sechsten Kapitel des dritten Buches die republikanische Regierungsform mit der Demokratie und Oligarchie.
Konstitutionelle Republiken werden von klassischen Liberalen befürwortet. Die Vereinigten Staaten von Amerika sind die älteste konstitutionelle Republik der Welt. Gemäß den Ausführungen James Woodburns in seinem Buch The American Republic and Its Government „ist die konstitutionelle Republik mit ihren Beschränkungen der Regierungsgewalt eindeutig in der Verfassung verankert, wie man bei der Wahl des Präsidenten, des Senats und der Ernennung der Mitglieder des Obersten Gerichtshofs sieht.“ Er sagt, dass in einer Republik – im Unterschied zu einer Demokratie – die Volksherrschaft nicht nur durch die Wahl von Amtsträgern, sondern auch durch die Gesetzgebung eingeschränkt ist. So garantiert die Bill of Rights als Bestandteil der amerikanischen Verfassung gewisse persönliche Grund- und Bürgerrechte, welche nicht durch entsprechende Wahlen von der Mehrheit der Bürger aufgehoben werden können (beispielsweise zur Unterdrückung einer Minderheit). Hierzu müssten vielmehr entsprechende konstitutionelle Schranken überwunden werden (Verfassungsänderung durch Zweidrittelmehrheit in beiden Kammern des Kongress, Ratifikation durch drei Viertel der Bundesstaaten-Parlamente).
Eine konstitutionelle Republik ist eine Form der liberalen Demokratie, doch nicht alle liberalen Demokratien sind konstitutionelle Republiken. Obwohl z. B. in einer Monarchie das Staatsoberhaupt nicht gewählt wird, kann sie trotzdem eine liberale Demokratie sein, wenn sie ein Parlament mit gewählten Volksvertretern aufweist, die gemäß einer Grund- und Bürgerrechte beschützenden Verfassung legitimiert sind und entscheiden (konstitutionelle Monarchie).
Alexander Tsesis äußert in The Thirteenth Amendment and American Freedom: A Legal History, dass für ihn eine konstitutionelle Republik eine „repräsentative Politik auf Basis fundamentalen Rechts darstellt, in der jede Person das Recht hat, seiner eigenen unaufdringlichen Vision eines guten Lebens zu folgen und sie umzusetzen. In einer solchen Gesellschaft ist das Gemeinwohl das kumulative Produkt freier und gleicher Individuen, die bedeutsame Ziele verfolgen.“